# Collocalia
Collocalia ist eine Vogelgattung in der Familie der Segler (Apodidae). Ursprünglich wurden dieser Gattung alle der knapp 30 Arten der Salanganen zugerechnet, was auch heute noch von manchen Autoren so gesehen wird. R. K. Brooke teilte 1970 die Salanganen in drei Gattungen auf. In der Gattung Collocalia verblieben dabei nur drei Arten, und zwar sehr kleine Segler mit glänzendem Gefieder, die mit Ausnahme der Zwergsalangane nicht über die Fähigkeit zur Echolokation verfügen.

## Merkmale
Mit einer Körperlänge zwischen neun und zehn Zentimetern handelt es sich bei den Vertretern der Gattung Collocalia um sehr kleine Segler, die Zwergsalangane (Collocalia troglodytes) ist dabei die kleinste Salanganen-Art überhaupt. Gemeinsam ist allen Arten der Glanz des Gefieders, wobei die Intensität sowohl geografische Variationen zeigt als auch bei abgetragenem Gefieder nachlässt. Die Musterung der Unterseite der Vögel ist charakteristisch: Die Unterseite ist weiß bis auf die unteren Deckfedern des Schwanzes und die dunkle Kehle, die sich teilweise bis in den oberen Brustbereich fortsetzt.

## Systematik
Die von R. K. Brooke 1970 vorgenommene Aufteilung der Salanganen basierte wesentlich auf der Fähigkeit zur Echoortung. Die Aerodramus-Arten verfügen über diese Fähigkeit, Brooks unterstellte, dass die Collocalia-Arten dies nicht tun. Im Jahr 2004 wurde eindeutig nachgewiesen, dass die zur Gattung Collocalia zählende Zwergsalangane (C. troglodytes) über die Fähigkeit zur Echolokation verfügt. Damit hat diese Eigenschaft ihre herausragende Bedeutung zur Unterscheidung zwischen den Gattungen Aerodramus und Collocalia verloren. Eine Forschergruppe um Henri Thomassen vermutete 2005, dass die Echoortung bei der Zwergsalangane durch konvergente Evolution entstanden ist. Obwohl die Monophylie von Aerodramus und Collocalia auch bei diesen Untersuchungen betätigt wurde, zogen die Autoren in Erwägung, alle Salanganen wieder in einer Gattung zu vereinen, da es nun kein eindeutiges äußeres Merkmal mehr zur Unterscheidung gibt.
Die folgenden Arten werden der Gattung zugerechnet:
- Glanzkopfsalangane (Collocalia esculenta)
- Linchisalangane (Collocalia linchi)
- Zwergsalangane (Collocalia troglodytes)